# Mladenovo
Mladenovo (en serbe cyrillique : Младеново ; en allemand : Bukin ; en hongrois : Dunabökény) est une localité de Serbie située dans la province autonome de Voïvodine. Elle fait partie de la municipalité de Bačka Palanka dans le district de Bačka méridionale. Au recensement de 2011, elle comptait 2 679 habitants.
Mladenovo est officiellement classé parmi les villages de Serbie.

## Géographie

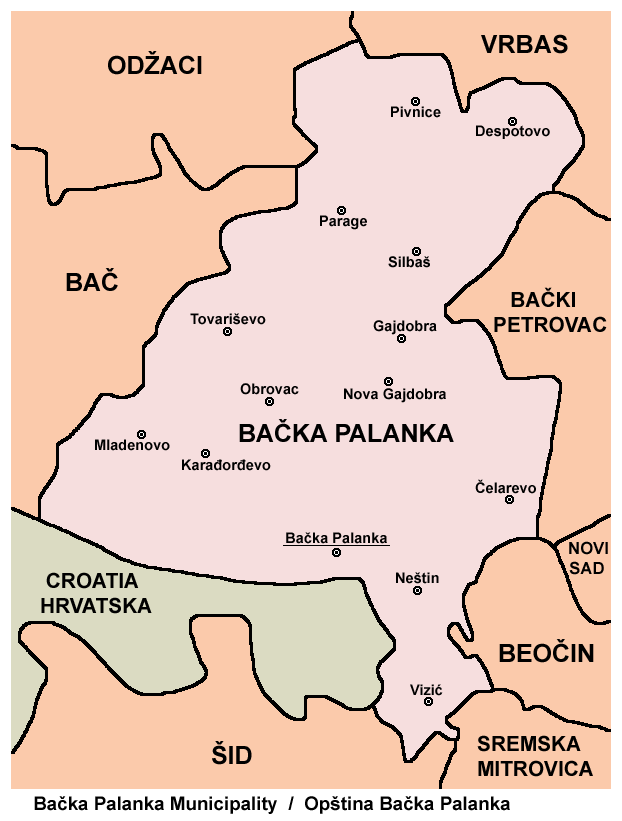
Localisation de Mladenovo dans la municipalité de Bačka Palanka

## Histoire
L'histoire de Mladenovo commence au milieu du XIIIe siècle. Un comte hongrois du nom de Buky reçut du roi Béla IV l'île de Hagli, située à 3 km de l'actuel village. La localité conserva le nom de Bukin jusqu'à la fin de la Seconde Guerre mondiale. Sous l'Empire ottoman (XVIe et XVIIe siècles), le village était peuplé par des Serbes.
En 1750, une inondation détruisit le village et ses habitants s'installèrent à 1,5 km au nord de l'ancienne localité. Soixante ans plus tard, en 1810, eut lieu une nouvelle inondation. Le village fut une nouvelle fois déplacé.
Des Allemands commencèrent à s'y installer en 1812. L'agriculture y prospéra ; une poste, une bibliothèque et une école y furent construites. Bukin devint le siège d'une municipalité en 1912.
Après la Seconde Guerre mondiale, les habitants donnèrent à leur village le nom de Mladenovo, en l'honneur du docteur Mladen Stojanović qui s'était illustré pendant le conflit. Ils lui élevèrent une statue au centre du village.

## Démographie

### Évolution historique de la population
| 1948  | 1953  | 1961  | 1971  | 1981  | 1991  | 2002  | 2011  |
| ----- | ----- | ----- | ----- | ----- | ----- | ----- | ----- |
| 3 269 | 3 694 | 3 793 | 3 080 | 3 380 | 3 363 | 3 358 | 2 679 |

|  |

### Données de 2002
Pyramide des âges (2002)
En 2002, l'âge moyen de la population était de 40 ans pour les hommes et de 43,4 ans pour les femmes.
Répartition de la population par nationalités (2002)
En 2002, les Serbes représentaient 94,4 % de la population.

### Données de 2011
En 2011, l'âge moyen de la population était de 45,8 ans, 40,5 ans pour les hommes et 46,5 ans pour les femmes.

## Réserve naturelle de Karađorđevo
Une partie de la réserve naturelle spéciale de Karađorđevo se trouve sur le territoire du village ; créée en 1997, cette réserve couvre une superficie de 2 955 ha.

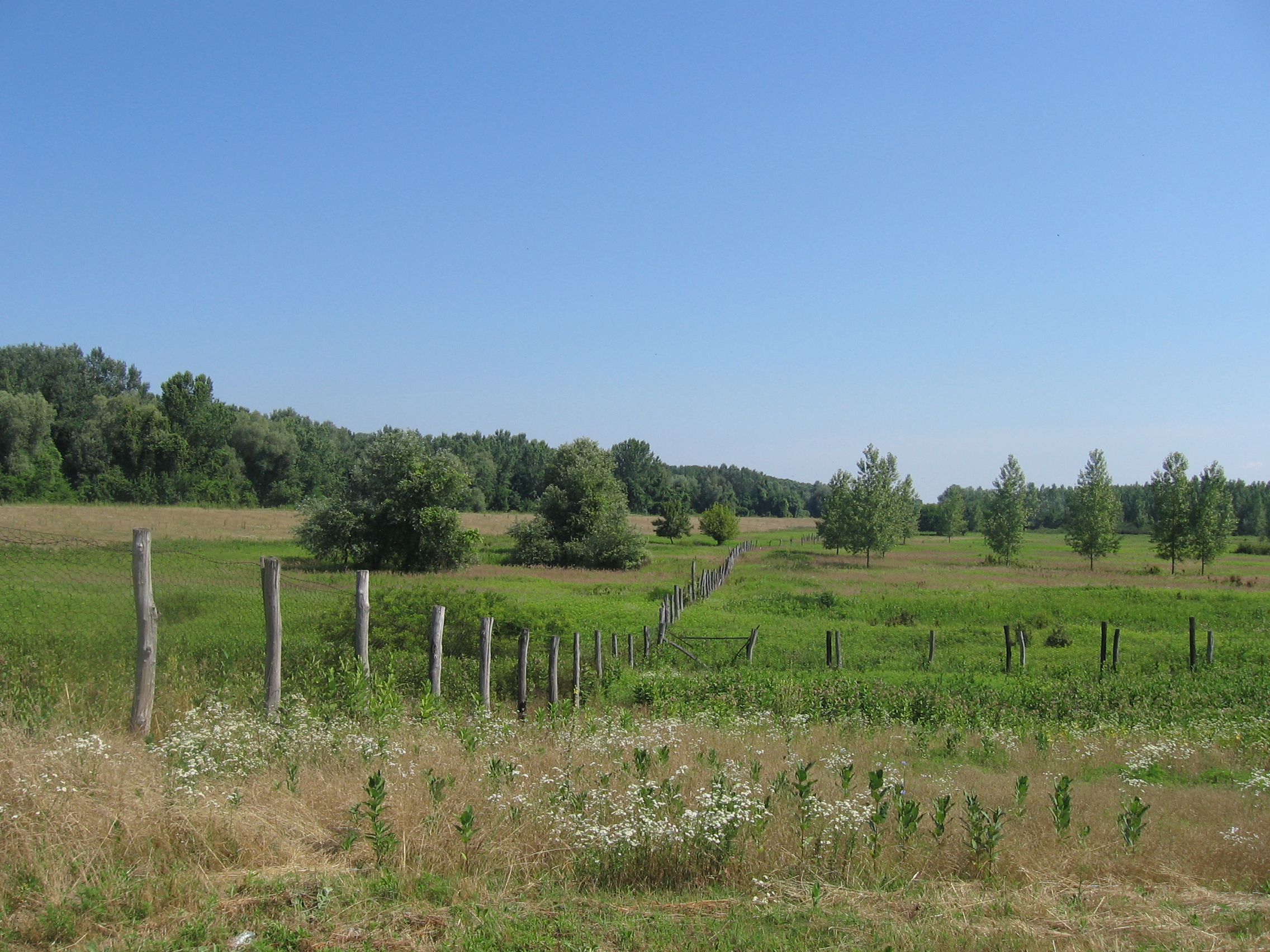
Vue de la réserve naturelle de Karađorđevo